# Família Thyssen-Bornemisza
A família Thyssen é uma família das indústrias alemãs dedicadas à produção de aço e derivados (material bélico e outros). 
Foram os principais financiadores da ascensão de Hitler ao poder (Thyssen, único alemão que financiou o NSDAP nos seus primeiros anos), mais tarde opuseram-se ao pacto político com a URSS e perderam, fazendo com que perdessem a propriedade da empresa.